# Hylophilodes burmana
Hylophilodes burmana är en fjärilsart som beskrevs av Emilio Berio 1973. Hylophilodes burmana ingår i släktet Hylophilodes och familjen trågspinnare. Inga underarter finns listade i Catalogue of Life.